# China in Your Hand
"China in Your Hand" är en låt av brittiska bandet T'Pau, från albumet Bridge of Spies. En nyinspelning släpptes på singel i oktober 1987, och tillbringade fem veckor på förstaplatsen i Storbritannien och är en av deras mest kända låtar i Storbritannien, även om debutsingeln " Heart and Soul" var en större hit i USA. "China in Your Hand" var 600:e låt att toppa de brittiska listorna, och hindrade George Harrisons "Got My Mind Set on You" från att nå toppen. 
Sångtexten innehåller referenser till romanen Frankenstein och dess författare Mary Shelley. Detta kunde lättare höras på den längre albumversionen av låten, eftersom singelversionen utelämnar flera av de mest uppenbara referenserna till boken. Sångens titel var dock mer oklar och då han tillfrågades, svarade Ron Rogers som var med och skrev låten att han var osäker på vad den refererade till. Sångtextförfattaren Carol Decker förklarade att det är effekten från då man håller en porslinskopp mot ljuset, kan man se handen genom den, och att- 'china in your hand' syftar på något genomskinligt.
Låten går i Bb-dur på albumversionen men man har ökat takten något på radioversionen för att korta ner den. Detta ledde till att låtens tonart ligger mitt emellan Bb- och B-dur.
2007 hördes låten i en reklam för PG Tips med Johnny Vegas och Monkey.

## Låtlista
7" vinyl

Sida A
1. "China in Your Hand" (Carol Decker, Ron Rogers) – 4:07

Sida B
1. "No Sense of Pride" (T'Pau) – 3:25

12" vinyl

Sida A
1. "China in Your Hand" (fullängdsalbumversion) (5:06)

Sida B
1. "China in Your Hand" (singelversion) – 4:07
2. "No Sense of Pride" – 3:25

## Listplaceringar
| Lista (1987-1988) | Topplacering |
| ----------------- | ------------ |
| Frankrike         | 44           |
| Irland            | 1            |
| Kanada            | 20           |
| Nederländerna     | 1            |
| Norge             | 1            |
| Nya Zeeland       | 8            |
| Schweiz           | 1            |
| Storbritannien    | 1            |
| Sverige           | 5            |
| Sydafrika         | 12           |
| Västtyskland      | 2            |
| Österrike         | 5            |

### Fotnoter
1. ↑  Top 10 of 1987, Channel 4-dokumentär
2. ↑  ”Listplacering”. http://lescharts.com/showitem.asp?interpret=T%27Pau&titel=China+In+Your+Hand&cat=s. Läst 23 maj 2011.
3. ↑  ”Listplacering”. http://www.irishcharts.ie/. Läst 23 maj 2011.
4. ↑  ”Listplacering”. http://www.collectionscanada.gc.ca. Läst 23 maj 2011.
5. ↑  ”Listplacering”. http://dutchcharts.nl/showitem.asp?interpret=T%27Pau&titel=China+In+Your+Hand&cat=s. Läst 23 maj 2011.
6. ↑  ”Listplacering”. http://norwegiancharts.com/showitem.asp?interpret=T%27Pau&titel=China+In+Your+Hand&cat=s. Läst 23 maj 2011.
7. ↑  ”Listplacering”. Arkiverad från originalet den 13 mars 2016. https://web.archive.org/web/20160313204826/http://charts.org.nz/showitem.asp?interpret=T%27Pau&titel=China+In+Your+Hand&cat=s. Läst 23 maj 2011.
8. ↑  ”Listplacering”. http://hitparade.ch/showitem.asp?interpret=T%27Pau&titel=China+In+Your+Hand&cat=s. Läst 23 maj 2011.
9. ↑  ”Listplacering”. Arkiverad från originalet den 3 juni 2009. https://www.webcitation.org/5hGWCuqaE?url=http://www.chartstats.com/. Läst 23 maj 2011.
10. ↑  ”Listplacering”. http://swedishcharts.com/showitem.asp?interpret=T%27Pau&titel=China+In+Your+Hand&cat=s. Läst 23 maj 2011.
11. ↑  ”Listplacering”. http://www.rock.co.za/. Läst 23 maj 2011.
12. ↑  ”Listplacering”. http://www.musicline.de/. Läst 23 maj 2011.
13. ↑  ”Listplacering”. http://austriancharts.at/showitem.asp?interpret=T%27Pau&titel=China+In+Your+Hand&cat=s. Läst 23 maj 2011.